# 미군 방송망

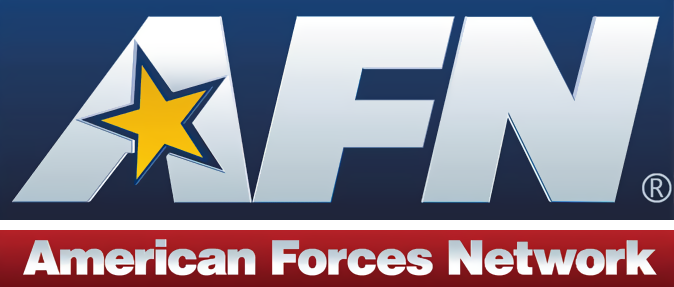
AFN의 로고

미군 방송망(영어: American Forces Network, 약칭: AFN)은 미군이 해외에 주둔하거나 주둔하는 사람들에게 제공하는 텔레비전 및 라디오 방송 서비스이다. 메릴랜드주 포트 조지 G. 미드에 본부를 두고 있는 AFN의 방송국은 전 세계 라디오와 텔레비전 위성 피드를 포함하고 있으며, 캘리포니아주 리버사이드 소재 AFN 방송 센터/방위 미디어 센터에서 방송되고 있다. AFN은 1942년 5월 26일 런던에서 창설되었다.

## 역사
미군 방송망은 1942년 5월 26일 전쟁부가 국군무선국(AFRS)을 창설한 시점까지 그 기원을 추적할 수 있다. 1954년 메인주 석회암 공군 기지에 시범 방송국과 함께 텔레비전 서비스가 처음 도입되었다. 1954년 AFRS의 텔레비전 임무가 공식적으로 인정되었고 AFRS는 AFRTS(Armed Forces Radio and Television Service)가 되었다. 1998년 1월 1일, 전 세계의 모든 국군 방송 계열사가 AFN 기치로 합병되었다. 2000년 11월 21일, 미국 육군 정보국은 AFRTS 조직의 명칭을 국군 라디오 및 텔레비전 서비스에서 다시 미국군 라디오 및 텔레비전 서비스로 변경하도록 지시하였다. AFN 역사의 타임라인은 온라인으로 이용 가능하다.

## 같이 보기
- CCTV-7
- 즈베즈다 (방송)